# Mdecha
La mdecha est une soupe traditionnelle algérienne très parfumée, à la menthe pouliot, à l'ail, au carvi et au paprika.
Elle se prépare avec de la semoule.